# آوریه-له-لو-پونسو
آوریه-له-لو-پونسو (به فرانسوی: Avrillé-les-Ponceaux) یک کمون در فرانسه است که در اندر-ا-لوآر واقع شده‌است. آوریه-له-لو-پونسو ۳۲٫۸ کیلومتر مربع مساحت دارد. طبق آمار ۲۰۱۹ جمعیت این کمون ۴۸۶ نفر است.